# Joy Monahan
Pour les articles homonymes, voir Monahan.
Joy Monahan est une surfeuse américaine originaire d'Hawaï. Pratiquante de Longboard, elle a gagné le troisième championnat du monde de longboard féminin organisé par l'Association des surfeurs professionnels durant le Roxy Jam de Biarritz, en 2008.